# Saint-Apollinaire (Hautes-Alpes)
Pour les articles homonymes, voir Saint-Apollinaire.
Saint-Apollinaire est une commune française située dans le département des Hautes-Alpes en région Provence-Alpes-Côte d'Azur.

## Géographie

### Localisation
Saint-Apollinaire est située sur la rive droite de la Durance, à la hauteur de la retenue de Serre-Ponçon, sur le flanc sud-est du pic de Chabrières, l'un des plus méridionaux des sommets du massif des Écrins. Installé en balcon autour d'un petit piton rocheux portant l'église, le village jouit d'un bon ensoleillement, et est peu touché par les vents du nord, qui contournent difficilement le massif. Le territoire de la commune, en gradins depuis les sommets jusqu'à la vallée, est typique de la moyenne montagne haut-alpine, propice à l'élevage.
Saint-Apollinaire est à 6,7 kilomètres à vol d'oiseau de Chorges, à l'ouest, et à 10,7 d'Embrun, à l'est.

### Communes limitrophes
Trois communes sont limitrophes de Saint-Apollinaire :
|           | Réallon           |                |
|           | Saint-Apollinaire |                |
| Prunières |                   | Savines-le-Lac |

### Transports
Le village est traversé par une unique route (D 9), qui monte depuis Chorges et poursuit vers Réallon, en retrait dans la montagne plus au nord.
En outre, la route départementale 509T dessert le lac portant le nom de la commune, et une RD 541 accède à la rive droite de Savines-le-Lac au lieu-dit Soubeyran.

### Climat
Pour des articles plus généraux, voir Climat de Provence-Alpes-Côte d'Azur et Climat des Hautes-Alpes.
En 2010, le climat de la commune est de type climat des marges montargnardes, selon une étude du Centre national de la recherche scientifique s'appuyant sur une série de données couvrant la période 1971-2000. En 2020, Météo-France publie une typologie des climats de la France métropolitaine dans laquelle la commune est exposée à un climat de montagne ou de marges de montagne et est dans la région climatique Alpes du sud, caractérisée par une pluviométrie annuelle de 850 à 1 000 mm, minimale en été.
Pour la période 1971-2000, la température annuelle moyenne est de 8,4 °C, avec une amplitude thermique annuelle de 17,6 °C. Le cumul annuel moyen de précipitations est de 1 045 mm, avec 8 jours de précipitations en janvier et 6,2 jours en juillet. Pour la période 1991-2020, la température moyenne annuelle observée sur la station météorologique de Météo-France la plus proche, « Embrun », sur la commune d'Embrun à 11 km à vol d'oiseau, est de 11,1 °C et le cumul annuel moyen de précipitations est de 732,6 mm. 
La température maximale relevée sur cette station est de 38,4 °C, atteinte le 28 juin 2019 ; la température minimale est de −19,1 °C, atteinte le 9 janvier 1985,,.
Les paramètres climatiques de la commune ont été estimés pour le milieu du siècle (2041-2070) selon différents scénarios d'émission de gaz à effet de serre à partir des nouvelles projections climatiques de référence DRIAS-2020. Ils sont consultables sur un site dédié publié par Météo-France en novembre 2022.

## Urbanisme

### Typologie
Au 1er janvier 2024, Saint-Apollinaire est catégorisée commune rurale à habitat dispersé, selon la nouvelle grille communale de densité à 7 niveaux définie par l'Insee en 2022.
Elle est située hors unité urbaine et hors attraction des villes,.

### Occupation des sols
L'occupation des sols de la commune, telle qu'elle ressort de la base de données européenne d’occupation biophysique des sols Corine Land Cover (CLC), est marquée par l'importance des forêts et milieux semi-naturels (76 % en 2018), en augmentation par rapport à 1990 (70,6 %). La répartition détaillée en 2018 est la suivante : 
forêts (48 %), milieux à végétation arbustive et/ou herbacée (25,2 %), zones agricoles hétérogènes (17,5 %), zones urbanisées (4 %), espaces ouverts, sans ou avec peu de végétation (2,9 %), terres arables (2,4 %).
L'évolution de l’occupation des sols de la commune et de ses infrastructures peut être observée sur les différentes représentations cartographiques du territoire : la carte de Cassini (XVIIIe siècle), la carte d'état-major (1820-1866) et les cartes ou photos aériennes de l'IGN pour la période actuelle (1950 à aujourd'hui).

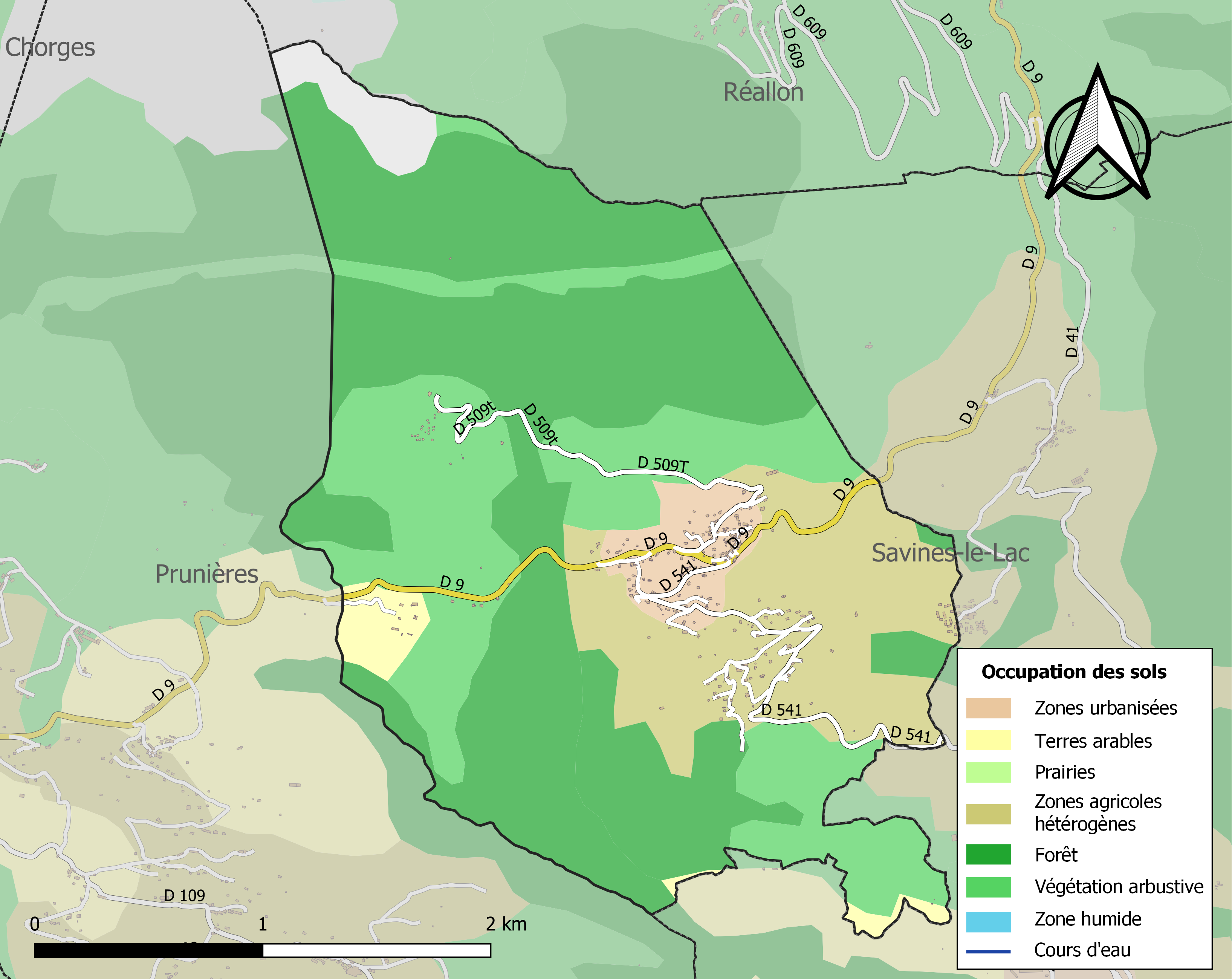
Carte de l'occupation des sols de la commune en 2018 (CLC).

## Toponymie
Le nom  de  la localité est attesté sous la forme latine Sanctus Apolinarius en 1352.
Sant Apolinari en occitan.
La commune tient son nom de l'ancienne paroisse, dont le saint patron était Apollinaire de Ravenne, martyr du IIe siècle et disciple de saint Pierre.

## Politique et administration

### Liste des maires
| Période                                  | Période   | Identité                 | Étiquette | Qualité                         |
| ---------------------------------------- | --------- | ------------------------ | --------- | ------------------------------- |
| Les données manquantes sont à compléter. |           |                          |           |                                 |
| mars 1995                                | mars 2008 | Jean-François Pinoncely  |           | Professeur de ski               |
| mars 2008                                | mai 2020  | Yves Lelong              |           | Retraité de profession libérale |
| mai 2020                                 | En cours  | Daniel Nicolas Aimé Bey, |           | Policier ou militaire           |

### Intercommunalité
Saint-Apollinaire fait partie: 
- jusqu'en 2016 de la Communauté de communes du Savinois-Serre-Ponçon ;
- à partir du 1er janvier 2017, de la communauté de communes de Serre-Ponçon[19].

## Économie

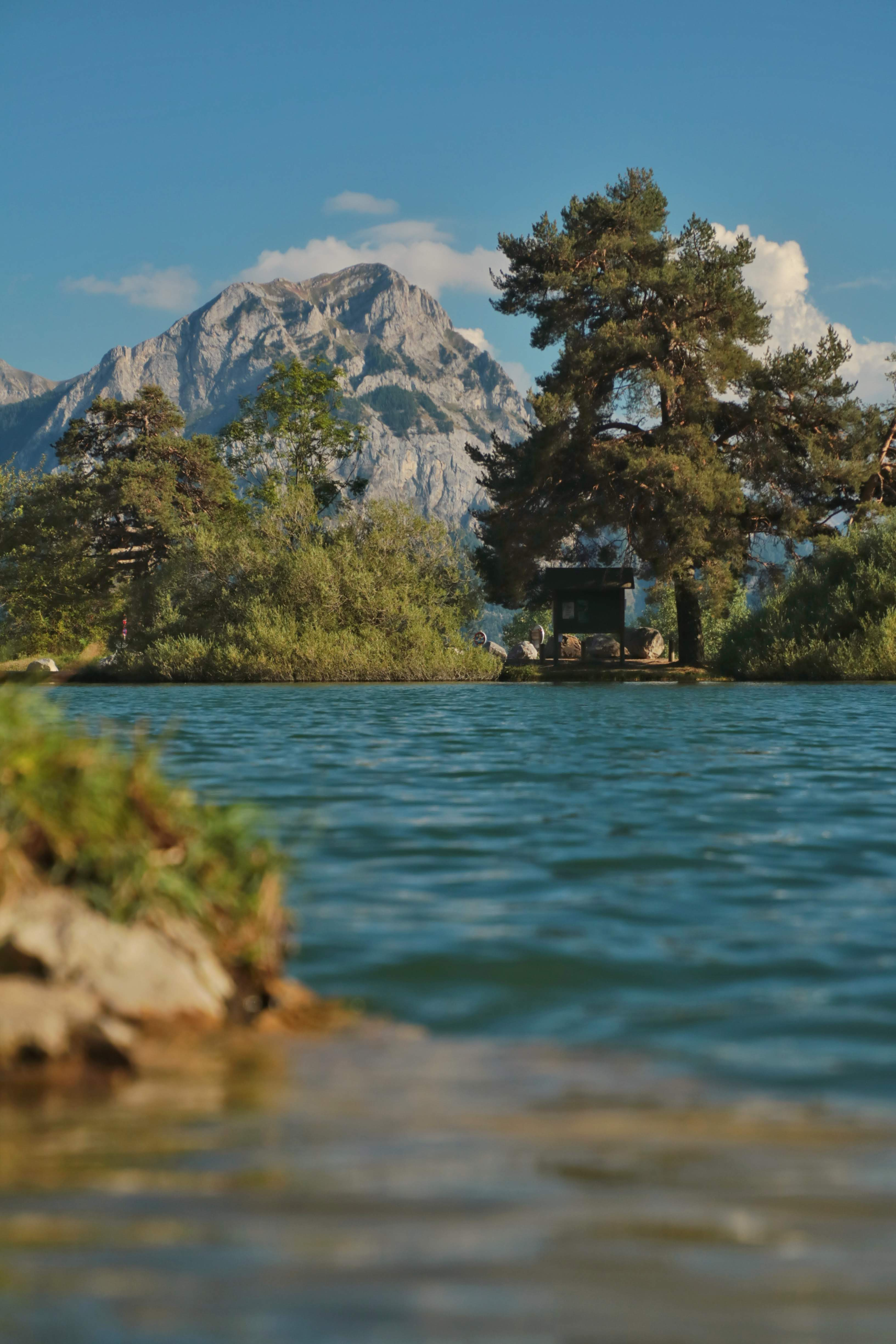
Lac de Saint-Apollinaire

## Démographie
L'évolution du nombre d'habitants est connue à travers les recensements de la population effectués dans la commune depuis 1793. Pour les communes de moins de 10 000 habitants, une enquête de recensement portant sur toute la population est réalisée tous les cinq ans, les populations de référence des années intermédiaires étant quant à elles estimées par interpolation ou extrapolation. Pour la commune, le premier recensement exhaustif entrant dans le cadre du nouveau dispositif a été réalisé en 2005.

En 2022, la commune comptait 204 habitants, en évolution de +44,68 % par rapport à 2016 (Hautes-Alpes : +0,4 %, France hors Mayotte : +2,11 %).
| 1793 | 1800 | 1806 | 1821 | 1831 | 1836 | 1841 | 1846 | 1851 |
| ---- | ---- | ---- | ---- | ---- | ---- | ---- | ---- | ---- |
| 184  | 168  | 195  | 169  | 172  | 170  | 165  | 164  | 160  |

| 1856 | 1861 | 1866 | 1872 | 1876 | 1881 | 1886 | 1891 | 1896 |
| ---- | ---- | ---- | ---- | ---- | ---- | ---- | ---- | ---- |
| 167  | 168  | 150  | 158  | 160  | 141  | 163  | 139  | 139  |

| 1901 | 1906 | 1911 | 1921 | 1926 | 1931 | 1936 | 1946 | 1954 |
| ---- | ---- | ---- | ---- | ---- | ---- | ---- | ---- | ---- |
| 150  | 128  | 118  | 100  | 91   | 114  | 108  | 104  | 96   |

| 1962 | 1968 | 1975 | 1982 | 1990 | 1999 | 2005 | 2006 | 2010 |
| ---- | ---- | ---- | ---- | ---- | ---- | ---- | ---- | ---- |
| 67   | 63   | 71   | 63   | 99   | 106  | 109  | 108  | 120  |

| 2015 | 2020 | 2022 | - | - | - | - | - | - |
| ---- | ---- | ---- | - | - | - | - | - | - |
| 138  | 196  | 204  | - | - | - | - | - | - |

## Culture locale et patrimoine

### Lieux et monuments
- L'église, dédiée à saint Apollinaire, installée sur un petit piton rocheux au milieu du village, et flanquée de son cimetière. L'édifice est ancien, comme en témoigne le portail ; un cadran solaire moderne orne son flanc sud. On y jouit d'une vue remarquable sur la retenue de Serre-Ponçon, Savines-le-Lac et ses environs, et sur les sommets de la rive gauche de la Durance (Grand Morgon, Parpaillon, etc.).
- Le lac, au-dessus du village, dans la forêt.

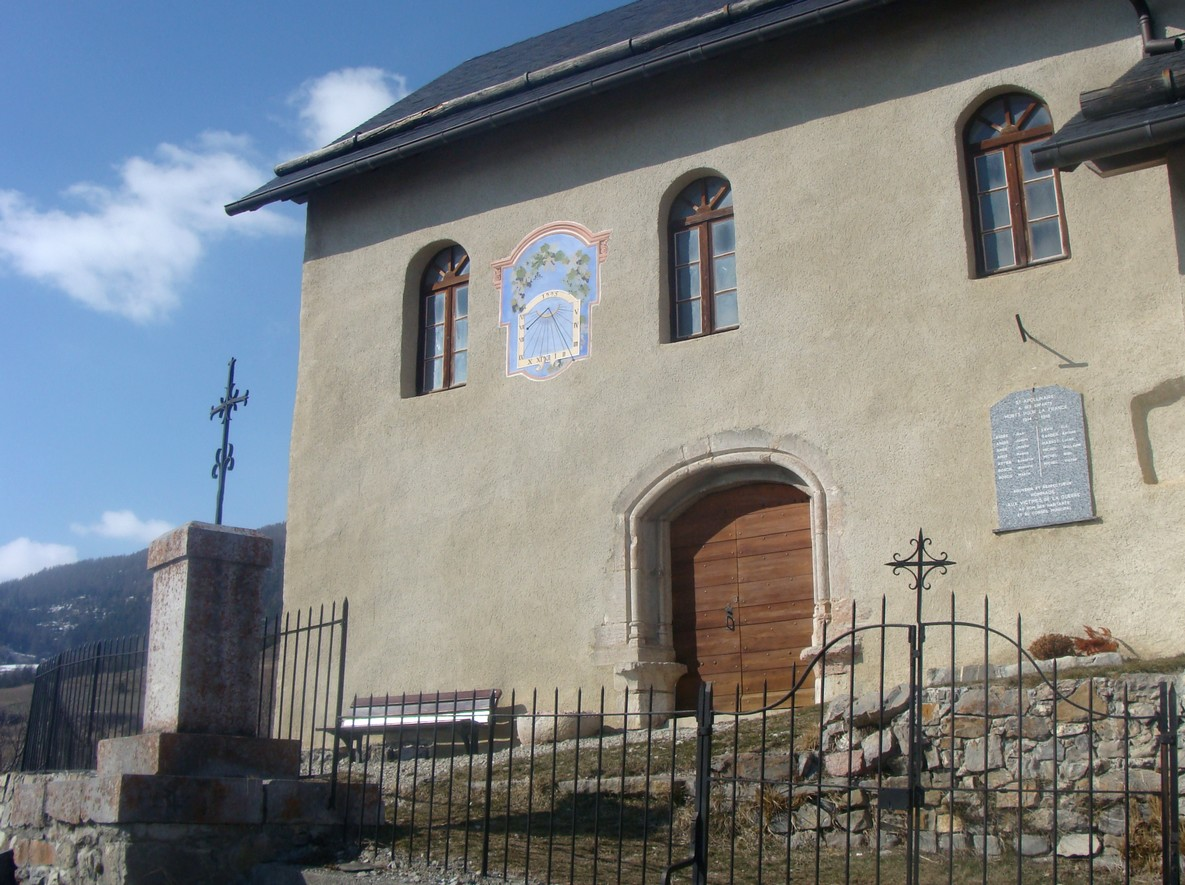
L'église, façade sud, vue du cimetière.
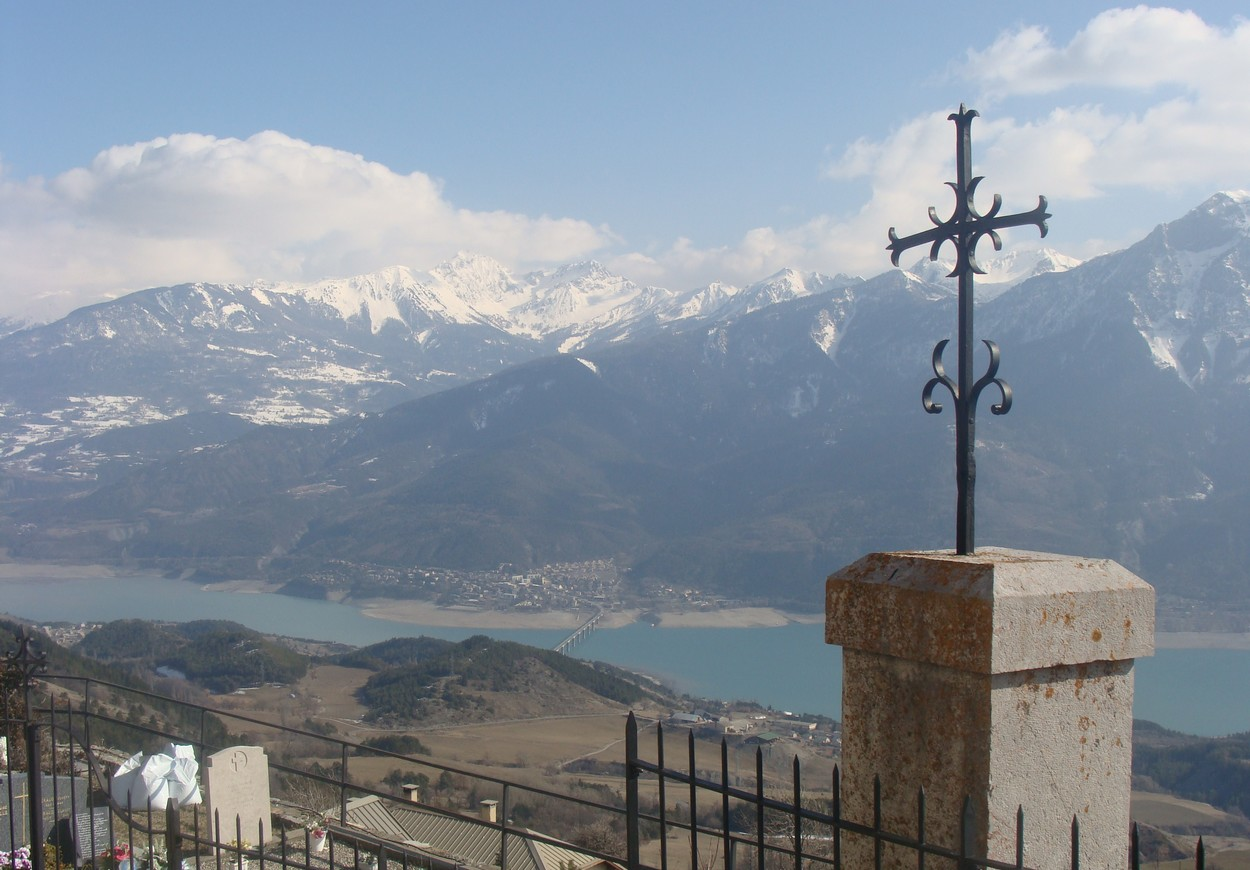
Vue sur Savines, le lac et les montagnes.
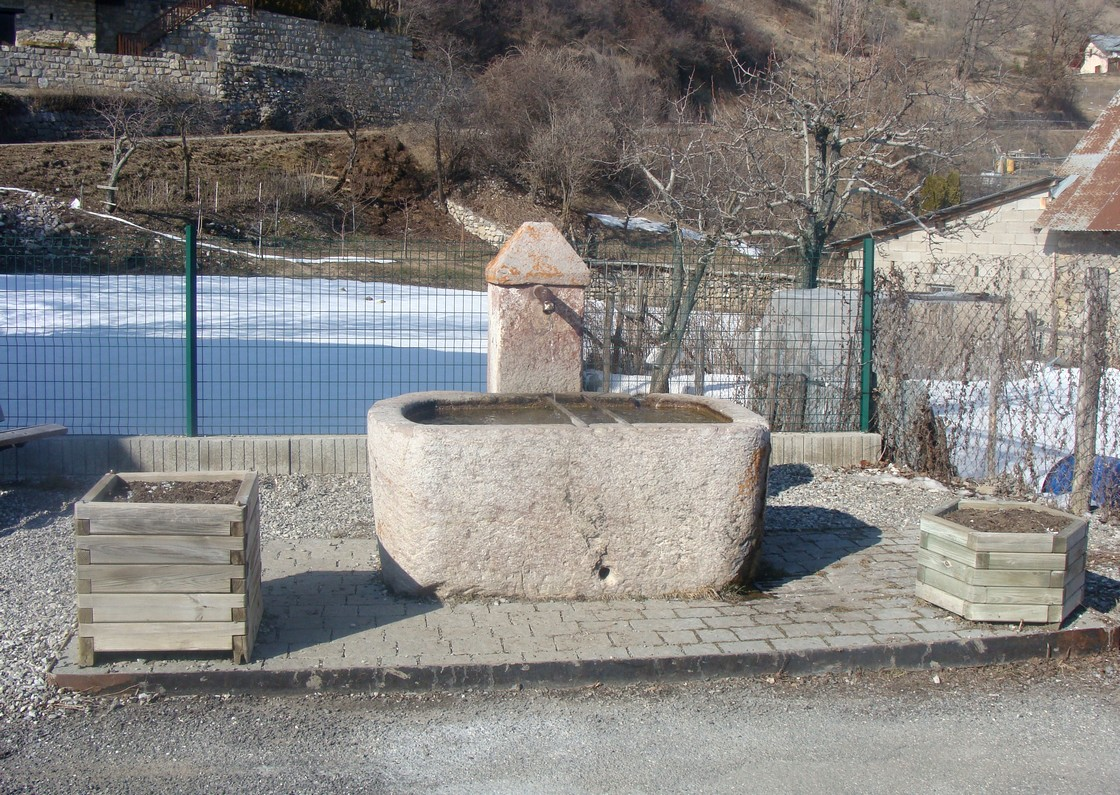
Fontaine publique dans le village.

### Personnalités liées à la commune
Charles Troesch, curé de la paroisse de Saint-Apollinaire depuis le 1er septembre 2014.

### Héraldique
| Blason de Saint-Apollinaire | Blason  | D'or, à la bordure componée d'or et de sable.    |
| Blason de Saint-Apollinaire | Détails | Le statut officiel du blason reste à déterminer. |